# Plaxopsis schubotzi
Plaxopsis schubotzi är en stekelart som beskrevs av Szepligeti 1915. Plaxopsis schubotzi ingår i släktet Plaxopsis och familjen bracksteklar. Inga underarter finns listade i Catalogue of Life.